# パサデナ (原子力潜水艦)
|          |                                           |
| 艦歴     |                                           |
| 発注     | 1982年11月30日                            |
| 起工     | 1985年12月20日                            |
| 進水     | 1987年9月12日                             |
| 就役     | 1989年2月11日                             |
| 退役     | 2024年12月31日                            |
| 除籍     |                                           |
| その後   |                                           |
| 母港     | ハワイ州真珠湾                            |
| 性能諸元 |                                           |
| 排水量   | 満載：6,204 トン、基準：5,802 トン        |
| 全長     | 110.3 m (362 ft)                          |
| 全幅     | 10 m (33 ft)                              |
| 喫水     | 9.4 m (31 ft)                             |
| 最大速   | 水上25 kt (46 km/h)、水中30+ kt (56 km/h) |
| 潜行深度 |                                           |
| 機関     | S6G reactor 1基                           |
| 乗員     | 士官12名、兵員98名                        |
| モットー | Anytime, Anywhere                         |
|          |                                           |

パサデナ(USS Pasadena, SSN-752)は、アメリカ海軍のロサンゼルス級原子力潜水艦の41番艦。艦名はカリフォルニア州パサデナに因んで命名された。その名を持つ艦としてはクリーブランド級軽巡洋艦9番艦(CL-65)以来3隻目。

## 艦歴
パサデナの建造は1982年11月30日にコネチカット州グロトンのジェネラル・ダイナミクス・エレクトリック・ボート社に発注され、1985年12月20日に起工した。1987年9月12日にポーリン・トロスト夫人によって命名、進水し、1989年2月11日にW・フィッチマン艦長の指揮下就役した。
パサデナの記章は青い背景を係船索が取り囲む。周囲の旗には艦名と船体番号、モットーが書かれる。モットーは明瞭な言葉で世界中のどこへでも駆けつける準備が整っていることを表す。赤いバラはパサデナ市で100年以上の歴史を持つ、毎年元日に行われるトーナメント・オブ・ローズ・パレードと艦を結びつける。カメのボクサーは第二次世界大戦で6個の従軍星章を受章した軽巡洋艦「パサデナ」 (USS Pasadena, CL-65) でも使用された。CL-65のための紋章はウォルト・ディズニーによって作成された。
パサデナは当初大西洋艦隊の潜水艦部隊に配属された。1990年10月に太平洋艦隊潜水艦部隊との艦隊間移転が行われ、パサデナはカリフォルニア州サンディエゴを母港に設定された。
1991年7月にパサデナは西太平洋へ6ヶ月の配備が行われる初の改良型ロサンゼルス級となった。1993年6月には6ヶ月の西太平洋配備が行われ、ペルシャ湾に展開する。この配備でサウジアラビア海軍、オマーン海軍、オーストラリア海軍と共にいくつかの演習を行った。
1995年3月にパサデナは再び西太平洋へ6ヶ月の配備が行われる。ペルシア湾での展開ではインド海軍と演習を行う初のアメリカ潜水艦となり、オマーンの港を訪れた初の原子力潜水艦、ペルシャ湾内で連続して活動した初の潜水艦、第5艦隊で司令艦を命じられた初の潜水艦となった。1996年6月から9月までパサデナは改良型攻撃・防御兵器システムの装備が行われ、選択制限有効性 (Selected Restricted Availability, SRA) の試験が行われた

1996年11月、パサデナは母港を真珠湾に変更され、第7潜水艦部隊の司令艦となる。1997年4月には4ヶ月の東太平洋配備が行われ、 UNITAS を支援した。
パサデナは艦隊もしくは任務部隊の司令機能を提供することができる多目的艦である。艦は原子力機関による無制限の耐久性、最新型のソナー、魚雷、巡航ミサイルおよび機雷敷設システムを持ち、高速性と隠密性を要求される多くの任務を遂行する能力を持つ。
パサデナは1998年に戦闘効率賞「Battle "E"」を受賞した。2001年には艦隊レクリエーション賞を受賞している。
2005年1月、パサデナはオペレーション・ユニファイド・アシスタンスに参加し、スマトラ島沖地震被災者への支援を行った。
2024年12月31日、退役した。